# Aglais subtusnigrescens
Aglais subtusnigrescens är en fjärilsart som beskrevs av Barend J. Lempke 1956. Aglais subtusnigrescens ingår i släktet Aglais och familjen praktfjärilar. Inga underarter finns listade i Catalogue of Life.